# Euploea philinna
Euploea philinna är en fjärilsart som beskrevs av Hans Fruhstorfer 1904. Euploea philinna ingår i släktet Euploea och familjen praktfjärilar. Inga underarter finns listade i Catalogue of Life.